# Марчело Бачарели
Марчело Бачарели (итал. Marcello Bacciarelli; Рим, 16. фебруар 1731 — Варшава, 5. јануар 1818) је био италијански барокни сликар.
Већина његови слика стварана су за краља Станислав II Август Поњатовски од пољске укључујући и у то краљеве личне портрете. Данас се чувају у краљевском дворцу у Варшави. То су радови:
- , у старој просторији за публику
- на плафону старе просторије за публику
- у краљевој спаваћој соби
- у краљевој спаваћој соби

## Галерија
- Дела Марчела Бачарелија
- Станислав II Августус, краљ Пољске
- Гроф Брил
- Краљ Јан II Казимир
- Август Јаки
- Марија Кристина
- Плава маркиза
- Ана Лампел
- Изабела Браника
- Станислав Поњатовски